# وحدة إيصال القوات الخاصة
وحدة إيصال القوات الخاصة (بالإنجليزية: SEAL Delivery Vehicle) أو SDV هي مركبة الأولي من نوعها، عبارة عن مركبة يمكنها الغوص. تُستعمل لإيصال قوات البحرية الأمريكية الخاصة ومعداتها لمهام العمليات الخاصة.
تُستخدم مركبة الإيصال، والتي كانت في الخدمة المستمرة منذ عام 1983، في المقام الأول في المهام السرية للمناطقة صعبة الوصول. (إما تسيطر عليها قوات معادية أو حيث قد يثير النشاط العسكري مشاكل سياسية). يتم نشرها بشكل عام من موانئ على غواصات هجومية أو غواصات ذات صواريخ باليستية مُعدلة خصيصًا، على الرغم من إمكانية إطلاقها أيضًا من السفن السطحية أو البرية. وقد دخلت الخدمة في حرب الخليج، وحرب العراق، والصومال.

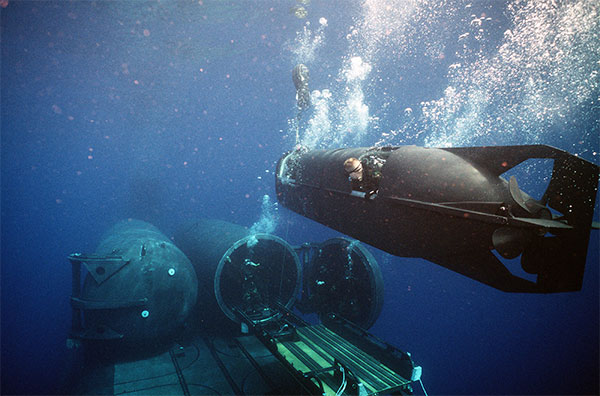
صورة للمركبة تحت الماء.

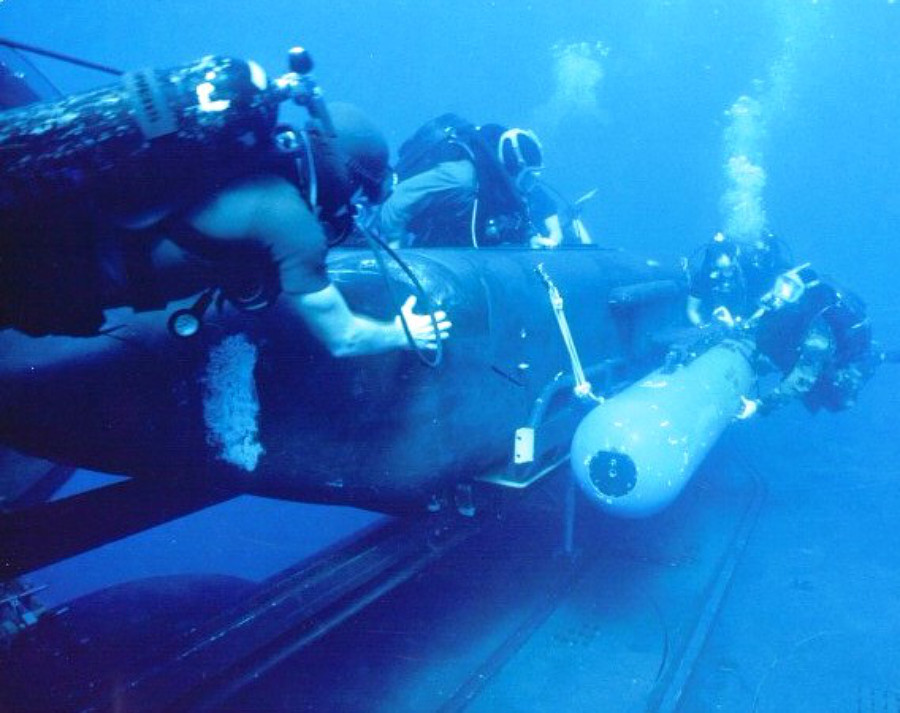
قوات البحرية الأمريكية تنشر طربيد من المركبة.

## العاملين
الولايات المتحدة
- بحرية الولايات المتحدة : قوات البحرية
  - فريق مركبة الإيصال الأول SEAL 1 (SDVT-1)
  - فريق مركبة الإيصال الثاني SEAL 2 (SDVT-2)

 المملكة المتحدة

## صور

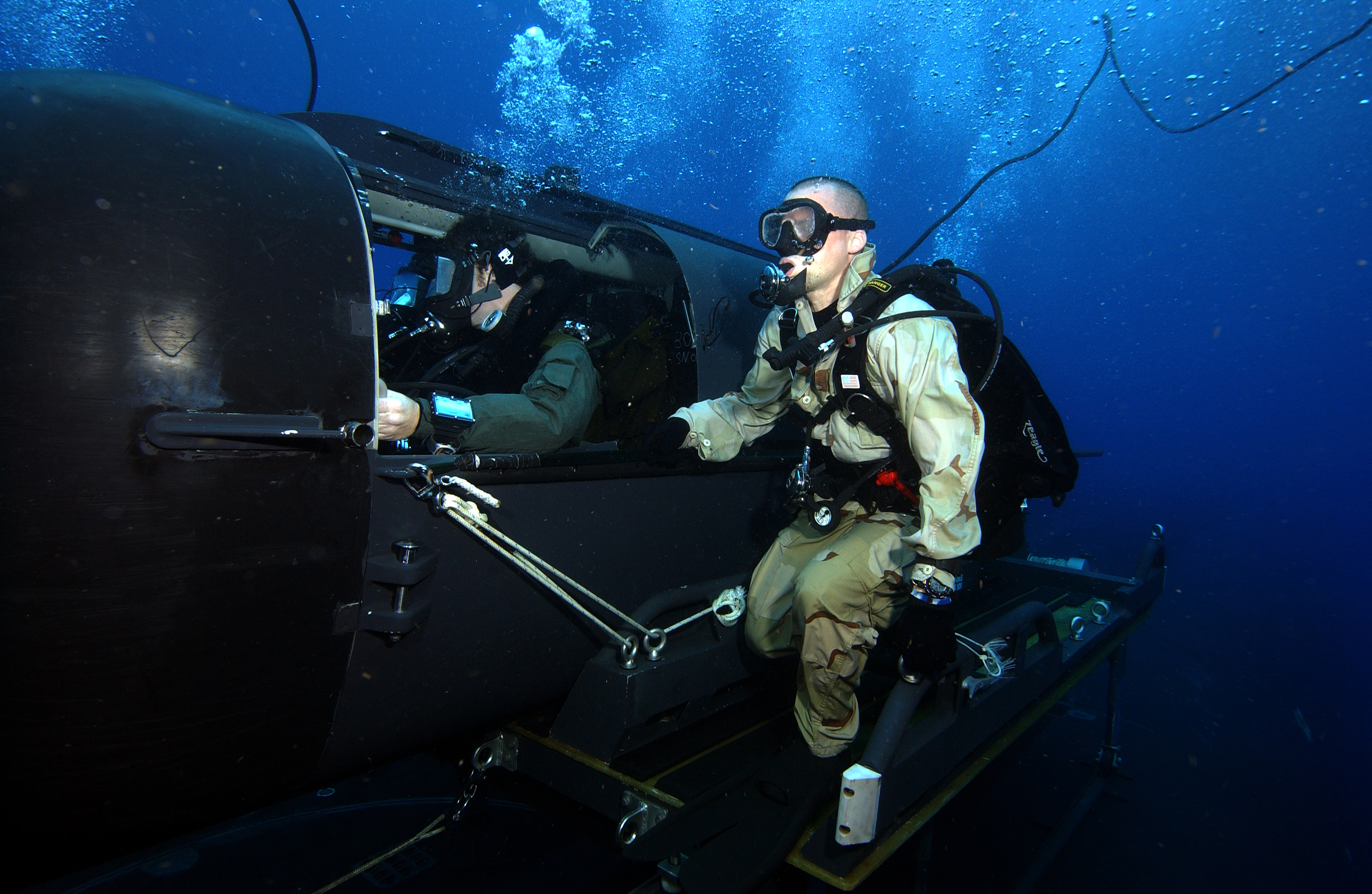
وحدة الإيصال مع قوات البحرية الخاصة.
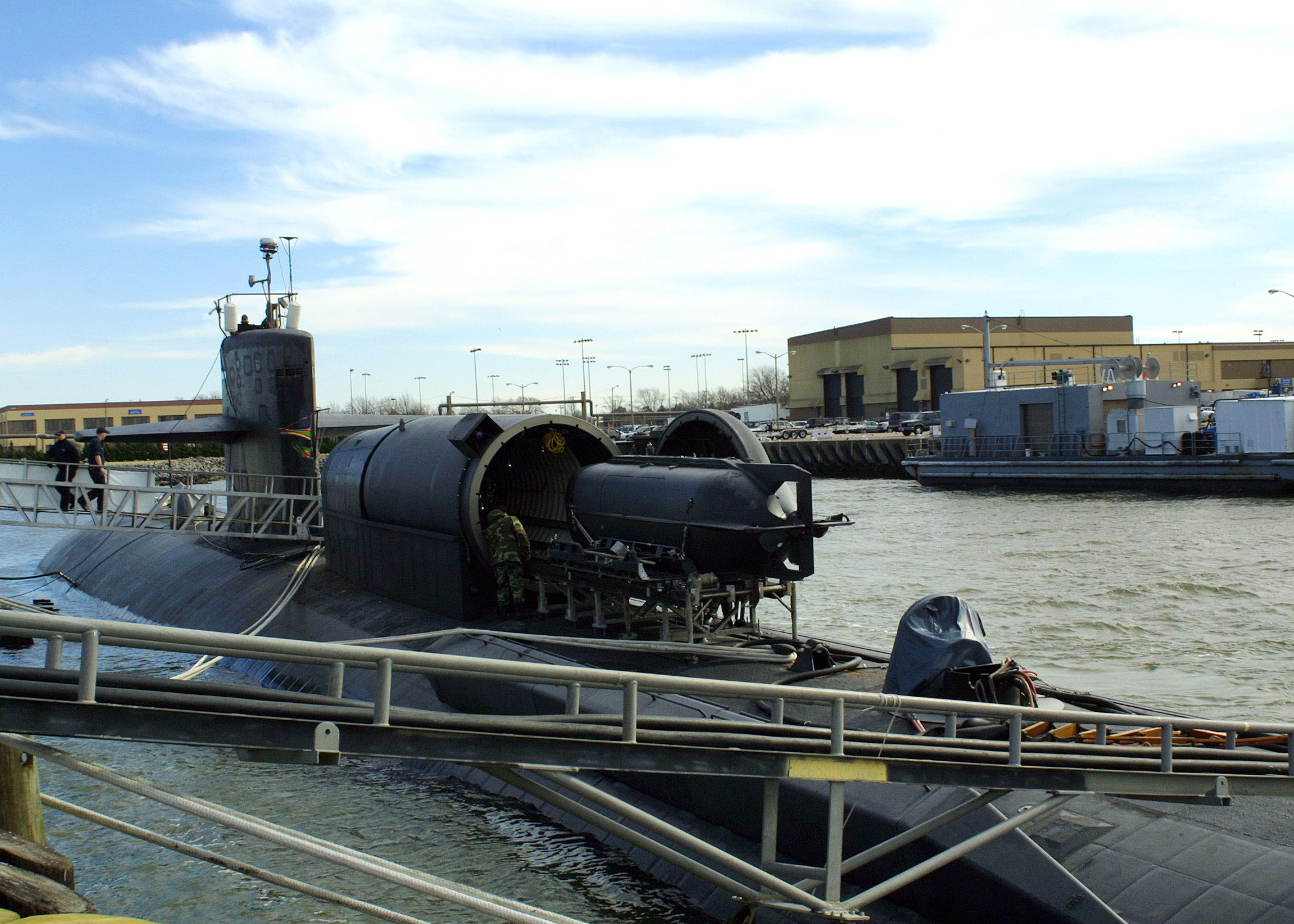
وحدة الإيصال أثناء تحميلها على غواصة.
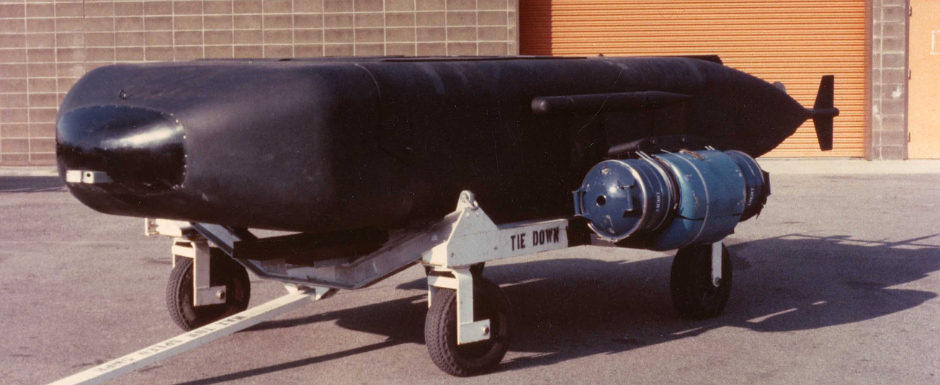
وحِدة الإيصال مُحملة بلغم بحري.
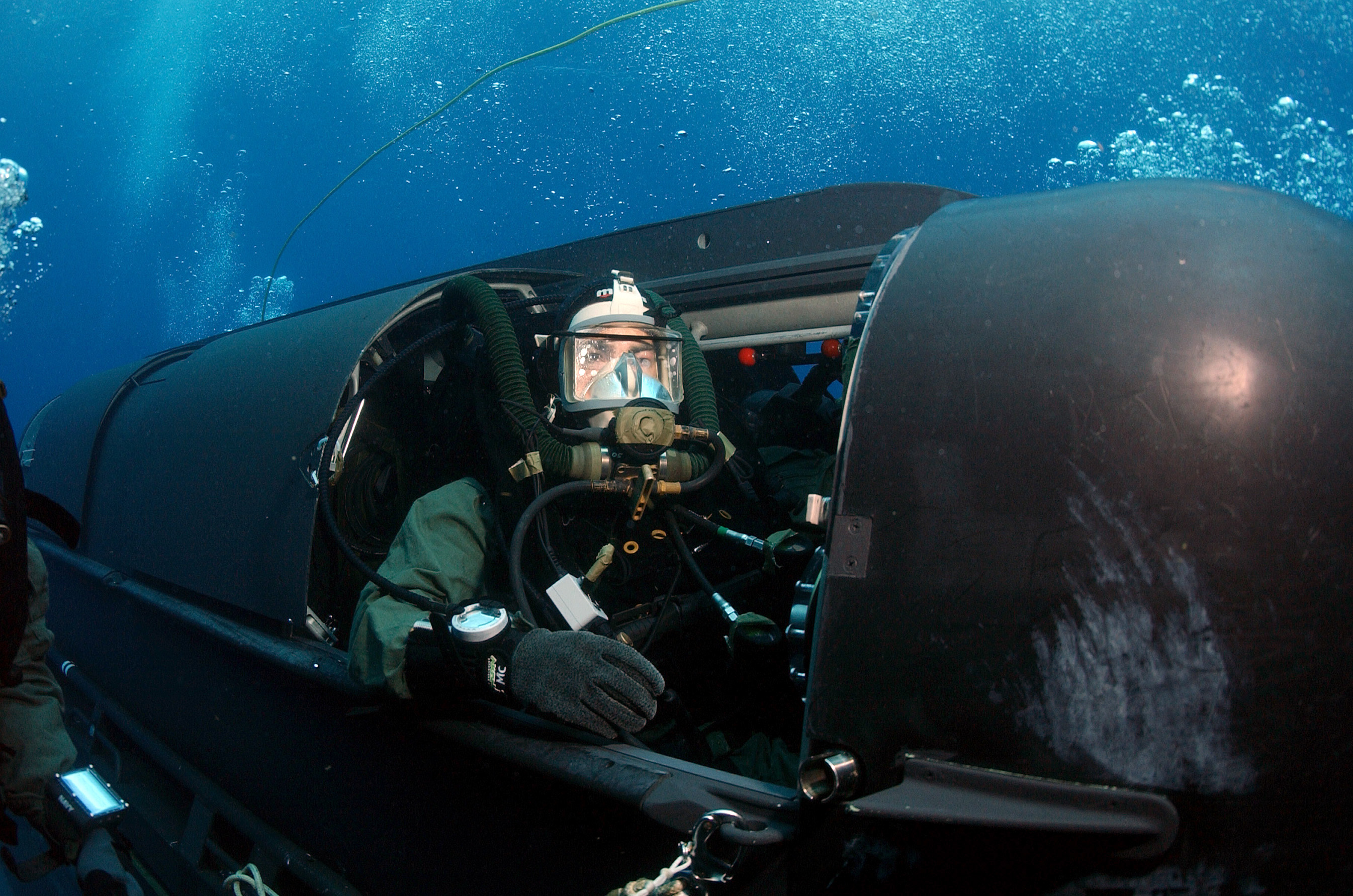
وحدة الإيصال مع قوات البحرية الخاصة.